# Edmundo Russomanno

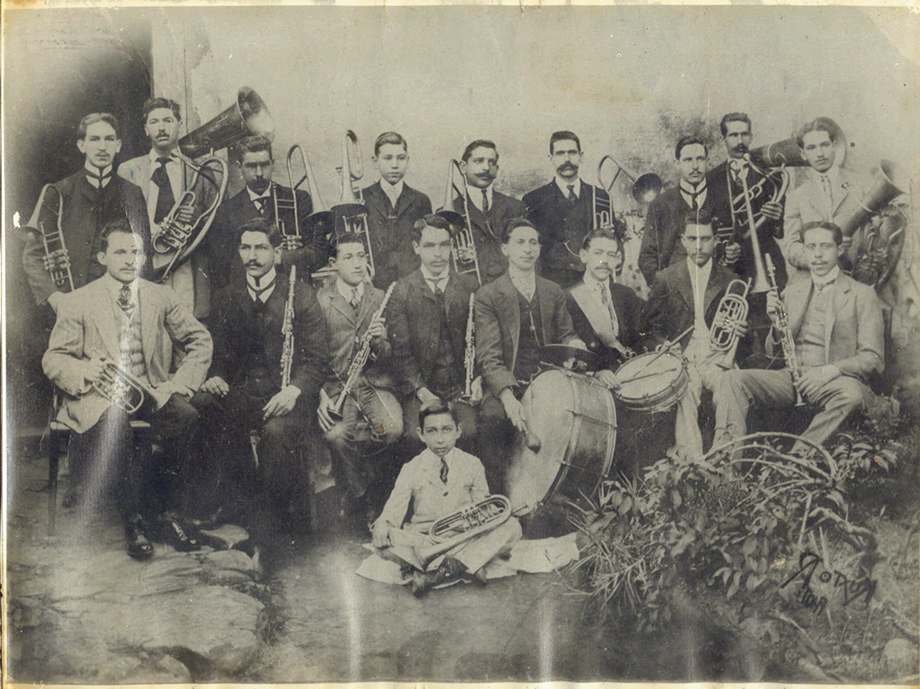
Banda de Atibaia em 1905. Edmundo Russomanno é o terceiro sentado da esquerda para direita

Edmundo Russomanno (Bragança Paulista, 10 de outubro de 1893 - Ribeirão Preto, 4 de junho de 1963) foi um compositor, clarinetista e maestro brasileiro.
Edmundo Russomanno nasceu em Bragança Paulista, mas passou sua infância em Atibaia, onde desde a mais tenra idade atuou como clarinetista na banda local. Sua primeira composição, a valsa Júlia, é de 1911. Já em 1915, torna-se mestre de banda em Vargem Grande do Sul. E se transfere definitivamente para Ribeirão Preto, em 1932, trabalhando nesta cidade como empresário no ramo de jóias e relógios, mas sem nunca deixar de praticar a música. Em 1938, foi um dos principais articuladores da fundação da Sociedade Musical, mantenedora da Orquestra Sinfônica de Ribeirão Preto, na qual vai atuar não só como músico clarinetista, mas também como compositor, maestro e membro da diretoria, tendo ocupado vários cargos até sua morte (inclusive de presidente e também como mecenas). Sua obra musical contempla vários gêneros, tais como peças sacras (missas, Ave Maria composta em 1949), além de valsas, choros, dobrados (como O Órphão), sambas (para piano solo e para banda, como o Samba do Crioulo), hinos (como o Canto dos Bandeirantes no ano da Revolução Constitucionalista, e a composição musical do Hino do Corinthians, cuja letra é de Lauro D'Ávila), e ainda exemplares sinfônicos, como a Primavera - fantasia concertante para clarineta e orquestra (1929). Todo o acervo de obras musicais (manuscritos e impressos) de Edmundo Russomanno está hoje depositado no Centro de Memória das Artes do Departamento de Música da Faculdade de Filosofia, Ciências e Letras de Ribeirão Preto da Universidade de São Paulo.
Chegou a ser votado pelo Júri Folha em uma eleição da personalidade mais ilustre da história de Ribeirão Preto.